# ارتباطات انسانی

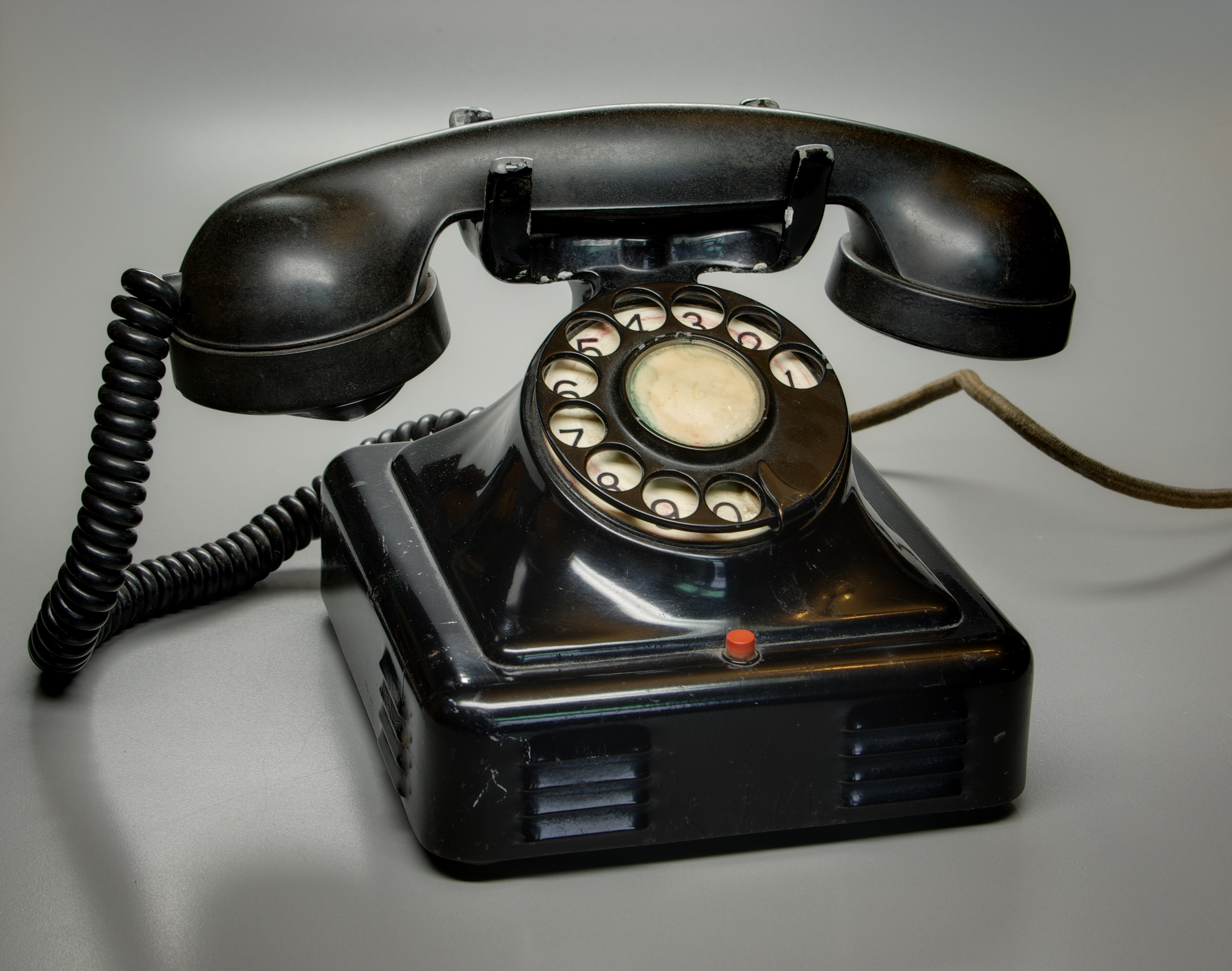
یک تلفن که برای ارتباط انسانی استفاده می‌شده‌است.

ارتباطات انسانی (یا بستگی انسانی) زمینه‌ای برای درک چگونگی ارتباط انسان است. انسان‌ها توانایی‌های ارتباطی پیچیده‌ای دارند که دیگر موجودات زنده از آن‌ها بی‌بهره‌اند. دلیل ارتباطات انسانی برای مثال، می‌تواند کمک، رساندن اطلاعات، اشتراک‌گذاری چیزی یا آگاهی دادن باشد. گفتار، گفتگو، ارتباط غیرکلامی، رسانه گروهی، پست، تلگراف، مخابرات و نوشتار از راه‌های ارتباطات انسانی هستند.
ارتباطات انسانی یا آنتروپوزمیوتیک، زمینه ای است که به درک چگونگی ارتباط انسان اختصاص دارد. ارتباطات انسانی مبتنی بر اهداف مشترک و مشترک است. توانایی ما در برقراری ارتباط با یکدیگر بدون درک درستی از آنچه که ما به آن مراجعه می‌کنیم یا به آن فکر می‌کنیم امکان‌پذیر نیست. از آنجا که ما قادر به درک کامل دیدگاه دیگری نیستیم، لازم است از طریق یک تفکر مشترک و / یا یک دیدگاه مشترک ایجاد شود.حوزه ارتباطات بسیار متنوع است. لایه‌های مختلفی برای ارتباطات و چگونگی استفاده از بخشها و ویژگی‌های مختلف آن به عنوان انسان وجود دارد.
انسان‌ها از توانایی‌های ارتباطی برخوردارند و حیوانات دیگر این توانایی را ندارند. به عنوان مثال، ما می‌توانیم در مورد زمان و مکان به گونه ای ارتباط برقرار کنیم که گویی اجسام جامد هستند. انسان‌ها برای درخواست کمک، اطلاع‌رسانی به دیگران و به اشتراک گذاشتن نگرش برای پیوند با یکدیگر ارتباط برقرار می‌کنند. ارتباط یک فعالیت مشترک است که عمدتاً به توانایی حفظ توجه مشترک بستگی دارد. ما دانش پیش زمینه و تجربه مشترک مربوطه را به منظور انتقال محتوا و انسجام در مبادلات به اشتراک می‌گذاریم.
سیر تکاملی ارتباطات انسانی در مدت زمان طولانی صورت گرفت. ما از اشاره و اشاره‌های ساده به سمت استفاده از زبان گفتاری پیشرفت کردیم. بیشتر ارتباطات رو در رو مستلزم خواندن بصری و پیگیری ارتباطات از طرف دیگر، ارائه پاسخ دادن به حرکات در مقابل و حفظ تماس چشمی در طول تعامل است. ما به عنوان انسان وظیفه داریم به روشی که در دوران جوانی آموزش می‌بینیم ارتباط برقرار کنیم و اگر یک لایه ارتباطی رشد کند، همه آنها این ارتباط را برقرار می‌کنند. به نوعی لایه‌ها به صورت سیستمی کار می‌کنند که با یکدیگر هماهنگ می‌شوند تا زمینه ارتباطات انسانی را تنظیم کنند.

## دسته‌بندی
مطالعه فعلی ارتباطات انسانی را می‌توان به دو دسته عمده تقسیم کرد. بلاغی و رابطه ای. تمرکز ارتباطات بلاغی در درجه اول بررسی تأثیر است. هنر ارتباطات بلاغی مبتنی بر ایده اقناع است. رویکرد رابطه ای ارتباطات را از منظر معاملات بررسی می‌کند. دو یا چند نفر برای رسیدن به دیدگاه توافق شده با یکدیگر تعامل دارند.
در مراحل اولیه، سخنرانی برای کمک به مردم عادی در اثبات ادعاهای خود در دادگاه توسعه یافت. این نشان می‌دهد که چگونه اقناع در این شکل از ارتباط کلیدی است. ارسطو اظهار داشت که بلاغت مؤثر مبتنی بر استدلال است. همان‌طور که در متن توضیح داده شد، شعار شامل یک حزب غالب و یک حزب مطیع یا یک حزب است که تسلیم حزب مهمترین حزب می‌شود. در حالی که رویکرد بلاغی از جوامع غربی نشأت می‌گیرد، رویکرد رابطه ای از جوامع شرقی ناشی می‌شود. جوامع شرقی استانداردهای بالاتری برای همکاری دارند، منطقی است که چرا آنها بیشتر به سمت یک رویکرد رابطه ای برای آن موضوع متمایل می‌شوند. «حفظ روابط ارزشمند معمولاً مهمتر از اعمال نفوذ و کنترل بر دیگران است». «مطالعه ارتباطات بشری امروز بیش از هر زمان دیگری در تاریخ آن متنوع است».
طبقه‌بندی ارتباطات انسانی را می‌توان در محل کار، به ویژه برای کارهای گروهی یافت. همکاران برای دستیابی به بهترین راه حل‌ها برای پروژه‌های خود باید با یکدیگر بحث کنند، در حالی که برای حفظ همکاری خود نیز باید روابط خود را پرورش دهند. به عنوان مثال، آنها در کارهای گروهی خود ممکن است از تاکتیک ارتباطی «صرفه جویی در چهره» استفاده کنند.
زبان گفتاری شامل گفتار، بیشتر کیفیت انسانی برای بدست آوردن است. به عنوان مثال، شامپانزه نزدیکترین خویشاوند انسان است، اما قادر به تولید گفتار نیست. شامپانزه نزدیکترین گونه زنده به انسان است. شامپانزه‌ها از نظر ژنتیکی و تکاملی به انسان نزدیکتر از گوریل یا سایر میمون‌ها هستند. این واقعیت که یک شامپانزه سخنرانی نخواهد کرد، حتی وقتی در خانه انسان با تمام ورودی‌های محیطی کودک عادی انسان پرورش یابد، یکی از معماهای اصلی است که هنگام تعمق زیست‌شناسی گونه‌های خود با آن روبرو می‌شویم. در آزمایش‌های مکرر، از دهه ۱۹۱۰، شامپانزه‌هایی که در تماس نزدیک با انسان پرورش یافته‌اند، علی‌رغم پیشرفت سریع در بسیاری از حوزه‌های فکری و حرکتی، در کل صحبت کردن یا حتی تلاش برای گفتن ناکام مانده‌اند. هر انسان عادی با توانایی بدست آوردن سریع و غیرقابل انکار زبان مادری خود، با تدریس یا مربیگری صریح، متولد می‌شود. در مقابل، هیچ نخست‌وزیر غیرانسانی به‌طور خودجوش حتی یک کلمه از زبان محلی تولید نکرده‌است.

## برای مطالعهٔ بیشتر
1. Budd & Ruben, Approaches to Human Communication